# The Tales of Beatrix Potter
The Tales of Beatrix Potter (en español, Los cuentos de Beatrix Potter) es una película de ballet de 1971 basada en las historias infantiles de Beatrix Potter. Dirigida por Reginald Mills, con coreografía de Frederick Ashton y los bailarines del Ballet Real, estuvo arreglada musicalmente por John Lanchbery sobre varias fuentes, como las óperas de Michael Balfe y de Arthur Sullivan, interpretada por la Orquesta de la Casa de Ópera Real.

## Producción
La película fue impulsada por Bryan Forbes durante su periodo en EMI Películas. Bryan Recuerda que no eran fanes de Beatrix Potter, pero cualquier película hecha con un presupuesto más bajo de £1 millón podía obtener aprobación fácilmente.

## Recepción
El film fue el más exitoso de Forbes al frente de EMI Películas.

## Home media
La película estuvo liberada a DVD en 2004 y 2009. Una versión digitalmente restaurada estuvo liberada como Blu-DVD en 2011, en conmemoración del 40.º aniversario de la película.